# Font d'Oliana
La Font d'Oliana és una obra d'Oliana (Alt Urgell) inclosa a l'Inventari del Patrimoni Arquitectònic de Catalunya.

## Descripció
Font pública situada dins el nucli de la vila. La curiositat d'aquesta font rau en els quatre caps de persona i animal, dels quals, per la boca d'aquests en brolla l'aigua, i aquest cau en un abeurador que antigament era per als cavalls. Sobre d'aquests caps, hi ha una petita estructura de ferro fent una sanefa.